# Pavel Šulc
Pavel Šulc (Karlovy Vary, 29 de diciembre de 2000) es un futbolista checo que juega en la demarcación de centrocampista para el Olympique de Lyon de la Ligue 1.

## Selección nacional
Tras jugar con las categorías inferiores de la selección, finalmente el 22 de marzo de 2024 hizo su debut con la selección de República Checa en un partido amistoso contra Noruega que finalizó con un resultado de 1-2 a favor del combinado checo tras los goles de Oscar Bobb para Noruega, y de David Zima y Antonín Barák para el combinado checo.

### Participaciones en Eurocopas
| Copa          | Sede     | Resultado    | Partidos | Goles |
| ------------- | -------- | ------------ | -------- | ----- |
| Eurocopa 2024 | Alemania | Primera fase | 1        | 0     |

## Clubes
| Club                                | País            | Año       | Partidos | Goles |
| ----------------------------------- | --------------- | --------- | -------- | ----- |
| FC Vysočina Jihlava (cedido)        | República Checa | 2019      | 16       | 3     |
| SFC Opava (cedido)                  | República Checa | 2019      | 17       | 0     |
| SK Dynamo České Budějovice (cedido) | República Checa | 2020      | 15       | 3     |
| FC Viktoria Plzeň                   | República Checa | 2021-2022 | 60       | 4     |
| FK Jablonec (cedido)                | República Checa | 2022-2023 | 33       | 5     |
| FC Viktoria Plzeň                   | República Checa | 2023-2025 | 107      | 43    |
| Olympique de Lyon                   | Francia         | 2025-     |          |       |

## Palmarés

### Títulos nacionales
| Título                               | Club                 | País            | Año  |
| ------------------------------------ | -------------------- | --------------- | ---- |
| Liga de Fútbol de la República Checa | F. C. Viktoria Plzeň | República Checa | 2022 |